# Christian Ehrhoff
Christian Ehrhoff (né le 6 juillet 1982 à Moers, en Allemagne de l'Ouest, aujourd'hui en  Allemagne) est un joueur professionnel allemand de hockey sur glace qui évolue au poste de défenseur. Il est actuellement membre des Kings de Los Angeles de la Ligue nationale de hockey (souvent désigné par le sigle LNH).
En 1999, Ehrhoff commence sa carrière professionnelle dans son pays natal avec le EV Duisburg et les Krefeld Pinguine. Avec ces derniers, il remporte le championnat d'Allemagne en 2003. Sélectionné par les Sharks de San José en quatrième ronde du repêchage d'entrée 2001 de la LNH, il évolue en Amérique du Nord à partir de la saison 2003-2004. Il passe un an et demi avec les Barons de Cleveland de la Ligue américaine de hockey, le club-école des Sharks, avant d'intégrer à plein temps l'effectif de la franchise de la LNH en 2005-2006. Après six années dans l'organisation des Sharks, il est échangé en 2009 aux Canucks de Vancouver, avec lesquels il joue deux saisons, étant désigné chaque année meilleur défenseur de l'équipe, et dispute la finale de la Coupe Stanley en 2011, perdue face aux Bruins de Boston. Durant l'été 2011, les Sabres de Buffalo lui font signer un contrat de dix ans. Devenu un agent libre en 2014 suivant le rachat de son contrat par les Sabres, il s'engage alors avec les Penguins de Pittsburgh.
Sur la scène internationale, il joue pour l'équipe d'Allemagne lors de plusieurs tournois, dont trois Jeux olympiques d'hiver, cinq Championnats du monde et une Coupe du monde. Le 23 août 2015 il signe un contrat d'une saison avec les Kings de Los Angeles.

## Biographie

### Jeunesse
Christian Ehrhoff naît et grandit à Moers, une ville située sur la rive gauche du Rhin en Rhénanie-du-Nord-Westphalie. Il commence à jouer au hockey sur glace à l'âge de six ans, choisissant ce sport après avoir regardé une partie à la télévision. Étant donné que sa ville natale ne possède pas de club de hockey, il joue son hockey mineur dans le club des Krefeld Pinguine. Avec ce club, il remporte un championnat national à l'âge de douze ans. Suivant la Ligue nationale de hockey, il distingue Wayne Gretzky, Pavel Boure et Uwe Krupp comme ses héros d'enfance. Lorsqu'il a dix ans, il s'inspire de Bobby Orr, dont il a regardé une vidéo, pour devenir un défenseur à caractère offensif.
À l'âge de seize ans, il envisage de se rendre en Amérique du Nord pour poursuivre sa carrière dans la Ligue canadienne de hockey. Cependant, son père développe le lymphome de Hodgkin au même moment. Ehrhoff décide alors de rester en Allemagne et de continuer au niveau junior avec Krefeld, son père vainquant éventuellement son cancer,.

### Carrière professionnelle

#### En Allemagne
Après avoir joué en junior avec les Krefeld Pinguine, Christian Ehrhoff signe à l'âge de dix-sept ans un contrat avec le club en 1999. Il apparaît dans neuf rencontres des Pinguine en Deutsche Eishockey Liga (souvent désigné par le sigle DEL), l'élite du hockey en Allemagne, passant l'essentiel de la saison avec l'EV Duisburg de l'Oberliga, le troisième échelon national, auquel il est prêté. Durant le cours de la saison, il s'entraîne le matin avec Krefeld et le soir avec Duisbourg. Il finit sa première année professionnelle avec quinze points en quarante-et-une partie avec Duisbourg et un but avec Krefeld. La saison suivante, il rejoint les Pinguine à plein temps et inscrit quatorze points en cinquante-huit matchs, auxquels s'ajoutent trois marqués en six parties jouées avec Duisbourg. Durant l'été qui suit, Ehrhoff est sélectionné en quatrième ronde du repêchage d'entrée 2001 dans la LNH — cent-sixième choix au total — par les Sharks de San José. Un des trois joueurs allemands retenus par les Sharks au cours du repêchage, il se dit heureux d'être choisi par cette franchise, celle-ci comptant alors dans son effectif un autre joueur allemand, Marco Sturm.
Ehrhoff prend part au camp d'entraînement des Sharks suivant le repêchage, mais n'est pas retenu dans l'effectif et retourne en Allemagne en septembre 2001. Continuant de jouer pour Krefeld, il marque vingt-quatre points en quarante-six parties et participe au Match des étoiles de la DEL. Bien qu'il impressionne avec ses talents offensifs et de patinage durant le camp d'entraînement 2002, les Sharks le réassignent une nouvelle fois à son club formateur. Au cours de la saison 2002-2003, Ehrhoff inscrit vingt-sept points en quarante-huit rencontres et dispute son second match des étoiles de la ligue allemande. Auteur de neuf points durant les séries éliminatoires, il aide les Krefeld Pinguine à remporter la DEL.

#### Les Sharks de San José

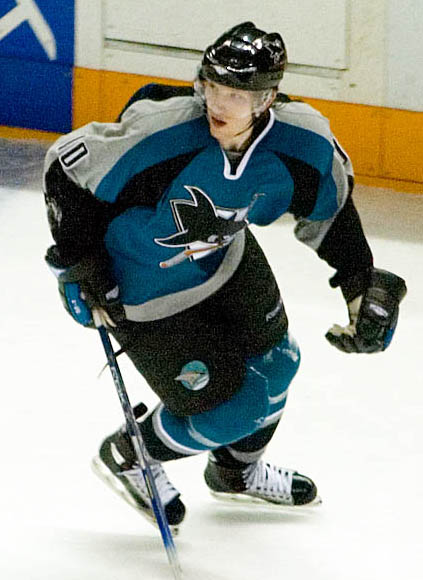
Ehrhoff (ici en 2007) sous les couleurs des Sharks de San José.

Avec l'espoir de l'encadrement des Sharks que Christian Ehrhoff rejoigne leur organisation, que ce soit avec l'équipe de la LNH ou leur club-école de la Ligue américaine de hockey (souvent désigné par le sigle LAH), il signe le 22 juin 2003 un contrat de trois ans d'une valeur de 2 200 000 US$,. Ehrhoff fait ses débuts en LNH le 9 octobre face aux Oilers d'Edmonton. Il enregistre son premier point le 15 novembre, une aide, contre les Maple Leafs de Toronto. Son premier but vient quelques jours plus tard, un but gagnant contre Michael Leighton lors d'un succès 3-2 sur les Blackhawks de Chicago le 26 novembre. Le 7 février 2004, Ehrhoff et son coéquipier Jonathan Cheechoo prennent part au Match des jeunes étoiles de la ligue, que leur équipe de l'association de l'Ouest remporte sur la marque de 7-3. Le lendemain, Ehrhoff sert de consultant pour la télévision allemande lors la retransmission du 54e Match des étoiles de la LNH.
Régulièrement non aligné par les Sharks,, Ehrhoff passe du temps avec leur équipe affiliée en LAH, les Barons de Cleveland, durant sa première saison en Amérique du Nord. En quarante-et-une rencontres avec San José, il enregistre douze points, auxquels il ajoute quatorze en vingt-sept parties jouées avec les Barons. Il joue ensuite la saison 2004-2005 entièrement avec Cleveland en raison du lock-out de la LNH, totalisant trente-cinq points en soixante-dix-neuf matchs, et prend part au Match des étoiles de la LAH avec l'équipe PlanetUSA, une sélection de joueurs de la ligue venant des États-Unis et du reste du monde,.
De retour avec les Sharks, Ehrhoff enregistre vingt-trois points durant la saison 2005-2006. Comme son jeu défensif s'améliore, il obtient plus de temps de jeu vers la fin de la saison. Le 13 avril, il inscrit le but gagnant en prolongation pour une victoire face aux Canucks de Vancouver qui assure la place de San José dans les séries. Ehrhoff marque huit points en onze parties de séries — premier parmi les défenseurs de l'équipe — alors que les Sharks sont sortis en demi-finales de l'association de l'Ouest par les Oilers. Durant la saison morte qui suit, il devient un agent libre restreint avant de resigner avec San José un contrat de deux ans d'une valeur de 1 700 000 US$,.
Ehrhoff inscrit trente-trois points en 2006-2007. Le 27 mars, il établit un record personnel de points en une partie, avec trois passes lors d'un succès 3-2 sur les Kings de Los Angeles. Durant les séries, San José s'incline en demi-finales d'association face aux Red Wings de Détroit. La production d'Ehrhoff en saison régulière diminue à vingt-deux points lors de la saison suivante. Il manque quatre parties en fin de campagne en raison d'une blessure au bas du corps, souffert le 6 avril. Deuxièmes de l'association, les Sharks échouent en demi-finales pour la troisième année consécutive, dominés cette fois-ci par les Stars de Dallas.
En juillet 2008, Ehrhoff redevient pendant un temps un agent libre restreint avant de resigner une nouvelle fois avec la franchise californienne un contrat de trois ans valant 9 300 000 US$,. Au cours de la saison 2008-2009, il atteint la barre des quarante points pour la première fois de sa carrière, avec quarante-deux marqués en soixante-dix-sept parties disputées. En mars, il manque trois rencontres en raison d'une blessure au bas du corps. Le succès personnel d'Ehrhoff coïncide avec celui de son équipe qui s'adjuge avec cent dix-sept points son premier Trophée des présidents, remis au champion de la saison régulière. Dans les séries qui suivent, les Sharks subissent une élimination au premier tour par les Ducks d'Anaheim.

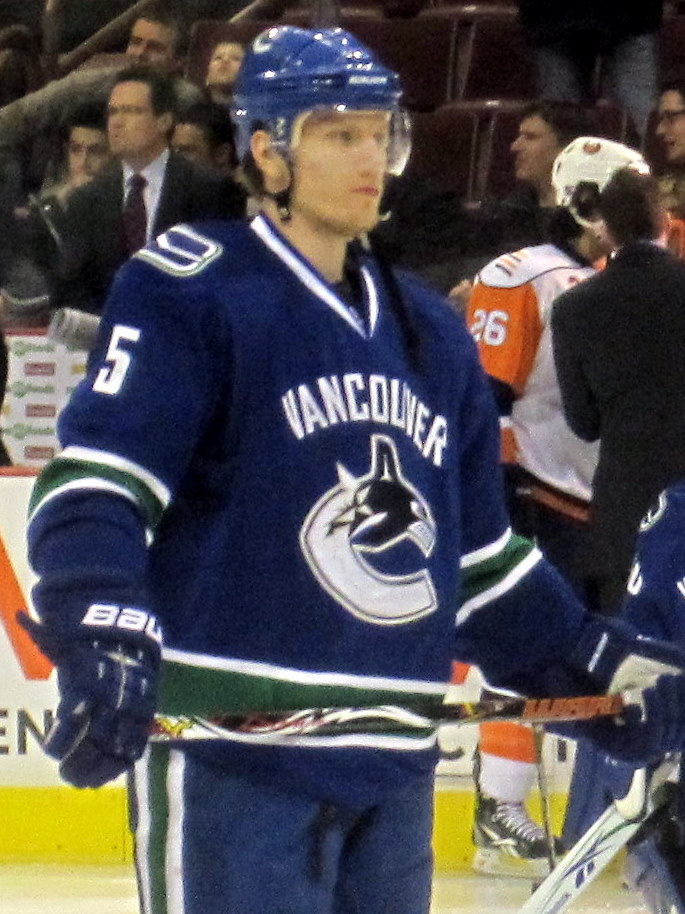
Ehrhoff (ici en 2010) sous les couleurs des Canucks de Vancouver.

#### Les Canucks de Vancouver
Le 28 août 2009, les Sharks échangent Ehrhoff et Brad Lukowich aux Canucks en retour de Patrick White et Daniel Rahimi. La transaction sert à San José à libérer de l'espace dans son plafond salarial en prévision de l'acquisition de l'attaquant vedette Dany Heatley des Sénateurs d'Ottawa. Pour Vancouver, l'arrivée d'Ehrhoff répond aux besoins de l'équipe d'un défenseur capable de s'impliquer lors des phases offensives.
Ehrhoff inscrit son premier but avec sa nouvelle équipe le 5 octobre au cours d'une défaite 5-3 face aux Blue Jackets de Columbus. Le 20 novembre, il enregistre son premier doublé, auquel il ajoute une aide, lors d'un succès 5-2 sur l'Avalanche du Colorado. En fin de saison, il manque deux parties en raison d'une entorse au genou gauche. Avant le dernier match de la saison régulière face aux Flames de Calgary, Ehrhoff reçoit le Trophée Babe Pratt, remis au meilleur défenseur des Canucks selon les supporters. À l'issue de sa première saison avec Vancouver, il termine en tête des compteurs parmi les défenseurs de l'équipe avec quatorze buts, quarante-quatre points, un différentiel plus-moins de +36 et un temps de jeu moyen de 22 min 47 s par rencontre. Il égale le record de points marqués en une saison par un défenseur allemand établi par Krupp, tandis que son différentiel améliore d'un point le record de l'équipe, partagé par Boure et Marek Malik,. Durant les séries, il rajoute sept points en douze rencontres, Vancouver étant éliminé en demi-finales d'associations par les Blackhawks.
En décembre 2010, un palet frappe Ehrhoff au niveau de l'oreille au cours d'une partie jouée contre Anaheim. Il est mis au repos avec une commotion cérébrale, (ce diagnostic devenant plus tard un vertige), et manque trois matchs,. Réalisant de nouveaux records personnels avec trente-six aides et cinquante points, Ehrhoff finit meilleur pointeur des défenseurs des Canucks et se classe septième de la ligue parmi les joueurs évoluant à cette position. Il reçoit son second trophée Babe Pratt pour ses efforts durant la saison régulière. Ayant remporté son premier Trophée des présidents de l'histoire de la franchise, Vancouver élimine tour à tour les Blackhawks, les Predators de Nashville et les Sharks pour se qualifier pour la finale de la Coupe Stanley pour la première fois en dix-sept ans. Affrontant les Bruins de Boston, les Canucks s'inclinent en sept manches. Alors qu'il se classe deuxième meilleur pointeur de la ligue parmi les défenseurs durant les séries, Ehrhoff enregistre le plus mauvais différentiel de son équipe avec -13 et dispute les dernières rencontres avec une blessure à l'épaule.

#### Les Sabres de Buffalo etlock-out2012-2013
Sur le point de devenir un joueur libre sans restriction le 1er juillet 2011, Ehrhoff n'arrive pas à se mettre d'accord avec les Canucks sur les termes d'un nouveau contrat, ces derniers lui ayant proposé une offre similaire à celle signée par son coéquipier Kevin Bieksa le 27 juin, soit cinq ans pour 23 000 000 US$ et une clause de non-transfert. Le 28 juin, Vancouver échange ses droits de négociation aux Islanders de New York en retour d'un choix de quatrième ronde pour le repêchage d'entrée 2012. Bien que New York possède trois jours pour négocier avec Ehrohff, son directeur général Garth Snow s'impose une limite d'un jour pour signer avec le défenseur allemand. Le 29 juin, après avoir refusé une offre de la part des Islanders plus importante que celle des Canucks, Ehrhoff voit ses droits une nouvelle fois échangés pour un choix de quatrième ronde du repêchage d'entrée 2012, cette fois-ci aux Sabres de Buffalo. Deux jours plus tard, il signe avec la franchise de l'ouest de l'État de New York un arrangement de dix ans valant 40 000 000 US$. Le contrat lui rapporte 18 000 000 US$ cumulés lors des deux premières saisons, puis 4 000 000 US$ pour chacune des quatre qui suivent, 3 000 000 US$ lors de la septième et 1 000 000 US$ pour chacune des trois dernières. À cela s'ajoute un bonus de 13 000 000 US$ payables lors des deux premières années. Ehrhoff admet avoir le désir de tester le marché des joueurs autonomes, mais se dit finalement conquis par l'offre des Sabres et la qualité d'une organisation capable de concourir pour la Coupe Stanley.
Ehrhoff fait ses débuts avec Buffalo le 7 octobre 2011 contre les Ducks à Helsinki, en Finlande, alors que la LNH ouvre sa saison en Europe. Il enregistre son premier point sous ses nouvelles couleurs au cours de cette partie, une passe sur un but de Thomas Vanek, puis son premier but onze jours plus tard face aux Canadiens de Montréal. En janvier, il manque onze rencontres en raison d'une blessure au haut du corps contractée lors d'un combat avec Troy Brouwer des Capitals de Washington le 30 décembre,. En raison d'une blessure au genou gauche, il manque les cinq dernières parties de la saison régulière,. Neuvièmes de l'association de l'Est, les Sabres manquent les séries.
N'ayant pas réussi à trouver une entente avec l'Association des joueurs de la ligue (souvent désigné par le  sigle NHLPA) sur une nouvelle convention collective, la LNH décide un lock-out, celui-ci débutant le 16 septembre 2012. Ehrhoff retourne alors en Allemagne où il annonce deux jours plus tard qu'il rejoint son club formateur. Bien qu'aucun contrat ne lie les deux parties, laissant le défenseur libre de retrouver les Sabres en cas de reprise de compétition en LNH, Krefeld doit cependant s'acquitter chaque mois de la somme de 20 000 € pour assurance en cas de blessure.
Le 29 juin 2014, les Sabres décident de racheter le contrat d'Ehrhoff le rendant ainsi un agent libre. Deux jours plus tard, il signe avec les Penguins de Pittsburgh un contrat d'un an d'une valeur de 4 000 000 US$
Devenu agent libre à la fin de son contrat avec les Penguins, il signe le 23 août 2015 un contrat d'un pour un salaire de 1,5 million de dollars avec les Kings de Los Angeles. Le 26 février 2016, il est échangé aux Blackhawks de Chicago et les Kings reçoivent Rob Scuderi en retour.

### Carrière internationale

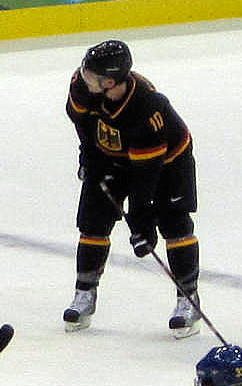
Ehrhoff avec l'équipe d'Allemagne lors des Jeux olympiques d'hiver de 2010.

En tant que junior, Christian Ehrhoff dispute avec l'équipe d'Allemagne le premier championnat du monde moins de 18 ans en 1999, organisé dans les villes allemandes de Füssen et Kaufbeuren. La sélection hôte se classe neuvième sur dix équipes. Ehrhoff prend part à l'édition 2000 jouée en Suisse où les Allemands terminent septièmes. En 2001, il joue le championnat du monde junior de Division I, le second échelon mondial. Organisant le tournoi à Füssen et à Landsberg, l'Allemagne manque la promotion dans l'élite en terminant deuxième derrière la France. Ehrhoff fait sa seconde apparition dans cette catégorie l'année suivante en Autriche. Avec dix points en cinq parties, il finit meilleur pointeur de son équipe ainsi que de tous les défenseurs du tournoi, et aide l'Allemagne à remporter la promotion en dominant en finale le pays hôte sur la marque de 7-1. Lors des deux championnats juniors auxquels il participe, Ehrhoff se voit désigner à chaque reprise meilleur défenseur du tournoi,.
Deux mois après le championnat du monde junior 2002, Ehrhoff rejoint la sélection sénior pour les Jeux olympiques d'hiver de Salt Lake City. Il dispute sept rencontres en tant que plus jeune joueur de sa son équipe. L'Allemagne s'incline 5-0 en quarts de finale face aux États-Unis. Plus tard cette même année, Ehrhoff prend part au championnat du monde sénior, marquant cinq points en sept parties. Les Allemands sortent en quarts de finale, éliminés par la Suède. Ehrhoff joue l'édition 2003, échouant à inscrire le moindre point, tandis que l'Allemagne s'incline une nouvelle fois en quarts de finale. Après sa première saison nord-américaine, Ehrhoff participe à la coupe du monde 2004 où les Allemands se font éliminer par la Finlande en quarts de finale deux buts à un. L'année suivante, il enregistre un point en six parties lors du championnat du monde. Après avoir échoué à se qualifier pour la phase finale, l'Allemagne termine avant-dernière du tournoi et est reléguée en Division I pour l'édition 2006.
Le 21 décembre 2005, l'Allemagne nomme Ehrhoff et son coéquipier chez les Sharks Marcel Goc au sein de sa sélection pour les Jeux d'hiver de Turin. Il inscrit son seul but du tournoi contre le Canada lors d'une défaite 5-1,. Il ajoute une passe pour un total de deux points en cinq parties, tandis que l'Allemagne est éliminée au tour préliminaire sans remporter de victoire. Quatre ans plus tard, alors qu'il joue pour les Canucks, Ehrhoff dispute ses troisièmes Jeux olympiques d'hiver à Vancouver. En quatre rencontres, il ne marque aucun point, mais compte le plus grand temps de jeu de équipe. Les Allemands s'inclinent 8-2 lors du barrage pour les quarts face au Canada, futur champion olympique.
Quelques mois plus tard, après l'élimination des Canucks dans les séries pour la Coupe Stanley, Ehrhoff rejoint l'équipe d'Allemagne pour le championnat du monde 2010, organisé dans les villes allemandes de Cologne et Mannheim. Intégrant la sélection en cours de compétition, il manque les trois premières parties avant d'enregistrer deux points en six rencontres disputées. Les Allemands atteignent les demi-finales, où la Russie les bat sur la marque de 2-1. L'Allemagne s'incline 3-1 face à la Suède lors du match pour la médaille de bronze. Cette quatrième place est le meilleur résultat d'une équipe allemande en championnat du monde depuis la médaille d'argent remportée en 1953. Menant son équipe en temps de jeu avec une moyenne de 23 min 34 s par match, Ehrhoff est nommé par les médias dans l'équipe d'étoiles du tournoi, où se trouve également le gardien Dennis Endras, ce dernier étant également désigné meilleur joueur du championnat.

### Vie privée
Christian Ehrhoff et son épouse Farina se sont mariés le 21 juillet 2007. Ils ont deux filles : Leni, née en 2009, et Milla, née en 2011. Chaque été, la famille retourne à Krefeld où il possède un appartement.

## Style de jeu

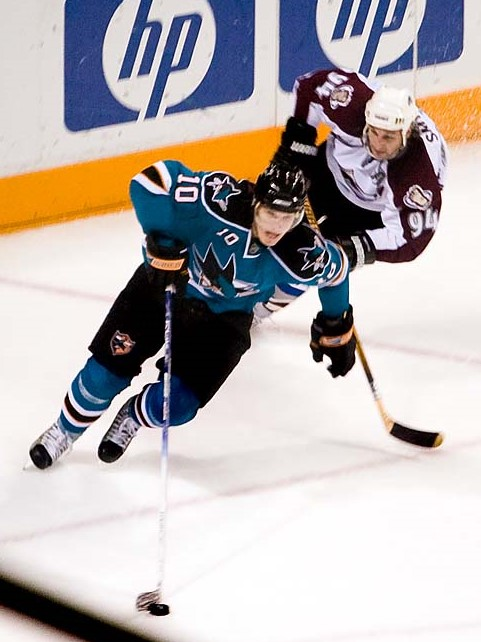
Ehrhoff (ici en 2007 avec les Sharks) remonte le palet depuis sa zone défensive, poursuivi par Ryan Smyth de l'Avalanche du Colorado.

Ehrhoff est considéré comme un défenseur à caractère offensif. Il est un excellent patineur, ce qui lui permet de remonter rapidement le palet sur la glace, démarrant des phases offensives depuis la zone de défense de son équipe, ainsi que de prendre part aux attaques dans la zone adverse. Il possède également un tir puissant, lui valant un temps de jeu significatif lors des phases en supériorité numérique. Lors de ses débuts en LNH avec San José, il doit ajuster son jeu pour être plus défensif,. Avec le temps, il devient progressivement plus efficace lors des situations défensives et gagne du temps de jeu lors des phases en infériorité numérique,.

## Statistiques

### Club
| Saison     | Équipe                 | Ligue      |     | Saison régulière | Saison régulière | Saison régulière | Saison régulière | Saison régulière | Saison régulière |   | Séries éliminatoires | Séries éliminatoires | Séries éliminatoires | Séries éliminatoires | Séries éliminatoires | Séries éliminatoires |
| Saison     | Équipe                 | Ligue      | PJ  | B                | A                | Pts              | Pun              | +/-              | PJ               | B | A                    | Pts                  | Pun                  | +/-                  |                      |                      |
| 1999-2000  | EV Duisburg            | Oberliga   | 41  | 3                | 12               | 15               | 50               |                  | -                | - | -                    | -                    | -                    | -                    |                      |                      |
| 1999-2000  | Krefeld Pinguine       | DEL        | 9   | 1                | 0                | 1                | 6                | 0                | 3                | 0 | 0                    | 0                    | 0                    | 0                    |                      |                      |
| 2000-2001  | EV Duisburg            | Oberliga   | 6   | 1                | 2                | 3                | 12               |                  | -                | - | -                    | -                    | -                    | -                    |                      |                      |
| 2000-2001  | Krefeld Pinguine       | DEL        | 58  | 3                | 11               | 14               | 73               | 0                | -                | - | -                    | -                    | -                    | -                    |                      |                      |
| 2001-2002  | Krefeld Pinguine       | DEL        | 46  | 7                | 17               | 24               | 81               | +4               | 3                | 0 | 0                    | 0                    | 2                    | -2                   |                      |                      |
| 2002-2003  | Krefeld Pinguine       | DEL        | 48  | 10               | 17               | 27               | 54               | +14              | 14               | 3 | 6                    | 9                    | 24                   | +4                   |                      |                      |
| 2003-2004  | Sharks de San José     | LNH        | 41  | 1                | 11               | 12               | 14               | +4               | -                | - | -                    | -                    | -                    | -                    |                      |                      |
| 2003-2004  | Barons de Cleveland    | LAH        | 27  | 4                | 10               | 14               | 43               | +14              | 9                | 2 | 6                    | 8                    | 11                   | -9                   |                      |                      |
| 2004-2005  | Barons de Cleveland    | LAH        | 79  | 12               | 23               | 35               | 103              | -12              | -                | - | -                    | -                    | -                    | -                    |                      |                      |
| 2005-2006  | Sharks de San José     | LNH        | 64  | 5                | 18               | 23               | 32               | +10              | 11               | 2 | 6                    | 8                    | 18                   | +2                   |                      |                      |
| 2006-2007  | Sharks de San José     | LNH        | 82  | 10               | 23               | 33               | 63               | +8               | 11               | 0 | 2                    | 2                    | 6                    | +1                   |                      |                      |
| 2007-2008  | Sharks de San José     | LNH        | 77  | 1                | 21               | 22               | 72               | +9               | 10               | 0 | 5                    | 5                    | 14                   | +1                   |                      |                      |
| 2008-2009  | Sharks de San José     | LNH        | 77  | 8                | 34               | 42               | 63               | -12              | 6                | 0 | 0                    | 0                    | 2                    | -2                   |                      |                      |
| 2009-2010  | Canucks de Vancouver   | LNH        | 80  | 14               | 30               | 44               | 42               | +36              | 12               | 3 | 4                    | 7                    | 8                    | -1                   |                      |                      |
| 2010-2011  | Canucks de Vancouver   | LNH        | 79  | 14               | 36               | 50               | 52               | +19              | 23               | 2 | 10                   | 12                   | 16                   | -13                  |                      |                      |
| 2011-2012  | Sabres de Buffalo      | LNH        | 66  | 5                | 27               | 32               | 47               | -2               | -                | - | -                    | -                    | -                    | -                    |                      |                      |
| 2012-2013  | Krefeld Pinguine       | DEL        | 32  | 8                | 18               | 26               | 52               | -4               | -                | - | -                    | -                    | -                    | -                    |                      |                      |
| 2012-2013  | Sabres de Buffalo      | LNH        | 47  | 5                | 17               | 22               | 34               | +6               | -                | - | -                    | -                    | -                    | -                    |                      |                      |
| 2013-2014  | Sabres de Buffalo      | LNH        | 79  | 6                | 27               | 33               | 38               | -27              | -                | - | -                    | -                    | -                    | -                    |                      |                      |
| 2014-2015  | Penguins de Pittsburgh | LNH        | 49  | 3                | 11               | 14               | 26               | +8               | -                | - | -                    | -                    | -                    | -                    |                      |                      |
| 2015-2016  | Kings de Los Angeles   | LNH        | 40  | 2                | 9                | 11               | 32               | -10              | -                | - | -                    | -                    | -                    | -                    |                      |                      |
| 2015-2016  | Reign d'Ontario        | LAH        | 5   | 0                | 3                | 3                | 8                | 0                | -                | - | -                    | -                    | -                    | -                    |                      |                      |
| 2015-2016  | Blackhawks de Chicago  | LNH        | 8   | 0                | 2                | 2                | 2                | -1               | -                | - | -                    | -                    | -                    | -                    |                      |                      |
| 2016-2017  | Kölner Haie            | DEL        | 36  | 8                | 15               | 23               | 20               | +9               | 7                | 1 | 0                    | 1                    | 10                   | -1                   |                      |                      |
| 2017-2018  | Kölner Haie            | DEL        | 52  | 8                | 23               | 31               | 28               | -2               | 6                | 0 | 6                    | 6                    | 2                    | -1                   |                      |                      |
| Totaux LNH | Totaux LNH             | Totaux LNH | 789 | 74               | 266              | 340              | 517              | +48              | 73               | 7 | 27                   | 34                   | 64                   | -12                  |                      |                      |

### Équipe nationale
| Année | Équipe        | Compétition                          |   | PJ | B | A  | Pts | Pun | +/-                    |  | Résultats |
| 1999  | Allemagne     | Championnat du monde moins de 18 ans | 6 | 1  | 2 | 3  | 6   |     | Neuvième               |  |           |
| 2000  | Allemagne     | Championnat du monde moins de 18 ans | 6 | 0  | 1 | 1  | 20  | +2  | Septième               |  |           |
| 2001  | Allemagne     | Championnat du monde junior          | 5 | 1  | 3 | 4  | 6   | +6  | Deuxième de Division I |  |           |
| 2002  | Allemagne     | Championnat du monde junior          | 5 | 3  | 7 | 10 | 10  | +4  | Premier de Division I  |  |           |
| 2002  | Allemagne     | Jeux olympiques d'hiver              | 7 | 0  | 0 | 0  | 8   | -2  | Huitième               |  |           |
| 2002  | Allemagne     | Championnat du monde                 | 7 | 2  | 3 | 5  | 4   | +2  | Huitième               |  |           |
| 2003  | Allemagne     | Championnat du monde                 | 7 | 0  | 0 | 0  | 8   | -2  | Septième               |  |           |
| 2004  | Allemagne     | Coupe du monde                       | 4 | 0  | 0 | 0  | 2   |     | Huitième               |  |           |
| 2005  | Allemagne     | Championnat du monde                 | 6 | 0  | 1 | 1  | 4   | +3  | Quinzième              |  |           |
| 2006  | Allemagne     | Jeux olympiques d'hiver              | 5 | 1  | 1 | 2  | 4   | 0   | Dixième                |  |           |
| 2010  | Allemagne     | Jeux olympiques d'hiver              | 4 | 0  | 0 | 0  | 4   | -1  | Onzième                |  |           |
| 2010  | Allemagne     | Championnat du monde                 | 6 | 1  | 1 | 2  | 0   | 0   | Quatrième              |  |           |
| 2013  | Allemagne     | Championnat du monde                 | 7 | 3  | 2 | 5  | 10  | 0   | Neuvième               |  |           |
| 2016  | Allemagne     | Championnat du monde                 | 8 | 1  | 0 | 1  | 6   | -4  | Septième               |  |           |
| 2016  | Allemagne     | Qualifications olympiques            | 3 | 0  | 0 | 0  | 0   | +1  | 1er du Groupe E        |  |           |
| 2016  | Équipe Europe | Coupe du monde                       | 6 | 0  | 3 | 3  | 6   | +2  | Finaliste              |  |           |
| 2017  | Allemagne     | Championnat du monde                 | 6 | 1  | 4 | 5  | 4   | -1  | Huitième               |  |           |
| 2018  | Allemagne     | Jeux olympiques d'hiver              | 7 | 1  | 1 | 2  | 10  | -2  | Médaille d'argent      |  |           |

## Honneurs et récompenses
- 2000-2001 : meilleur défenseur de la Division I du championnat du monde junior
- 2001-2002 :
  - meilleur défenseur de la Division I du championnat du monde junior
  - joue le Match des étoiles de la DEL
- 2002-2003 :
  - joue le Match des étoiles de la DEL
  - champion d'Allemagne avec les Krefeld Pinguine
- 2003-2004 : joue le Match des jeunes étoiles de la LNH
- 2004-2005 : joue le Match des étoiles de la LAH
- 2009-2010 :
  - trophée Babe Pratt du meilleur défenseur des Canucks de Vancouver
  - nommé dans l'équipe type des médias du championnat du monde
- 2010-2011 : trophée Babe Pratt du meilleur défenseur des Canucks de Vancouver